# 390813 Debwatson
390813 Debwatson è un asteroide della fascia principale. Scoperto nel 2004, presenta un'orbita caratterizzata da un semiasse maggiore pari a 1,8403160 au e da un'eccentricità di 0,0725228, inclinata di 32,78614° rispetto all'eclittica.
L'asteroide è dedicato a Deborah Watson Higgins, moglie dello scopritore.